# 고오리정
고오리정(일본어: 桑折町 고오리마치[*])은 일본 후쿠시마현 다테군의 정이다.

## 지리
북서쪽은 산지·구릉지이고 동쪽과 남쪽은 아부쿠마강가의 후쿠시마 분지에 있다. 북서쪽에 한다산이 있고 그 주변을 수원으로 하는 몇 개의 하천이 정의 남동부를 흐르는 아부쿠마강을 향해 흐른다.

## 역사
- 1955년 1월 1일 - 고오리정, 무쓰아이촌, 단자키촌, 한다촌 등 4개 정·촌이 합병해 고오리정이 신설되었다.

## 인구
| 연도 | 인구   | ±%     |
| ---- | ------ | ------ |
| 1920 | 12,550 | —      |
| 1930 | 13,306 | +6.0%  |
| 1940 | 13,746 | +3.3%  |
| 1950 | 17,703 | +28.8% |
| 1960 | 15,814 | −10.7% |
| 1970 | 14,723 | −6.9%  |
| 1980 | 14,901 | +1.2%  |
| 1990 | 14,692 | −1.4%  |
| 2000 | 13,700 | −6.8%  |
| 2010 | 12,853 | −6.2%  |

## 교통

### 철도
- 동일본 여객철도 도호쿠 본선

### 도로
- 국도 4호선